# Bdelyrus ecuadorae
Bdelyrus ecuadorae är en skalbaggsart som beskrevs av Cook 2000. Bdelyrus ecuadorae ingår i släktet Bdelyrus och familjen bladhorningar. Inga underarter finns listade.